# Ophiotrichidae
De Ophiotrichidae zijn een familie van slangsterren uit de orde Amphilepidida.

## Geslachten
- Gymnolophus Brock, 1888
  - = Ophioaethiops Brock, 1888
- Lissophiothrix H.L. Clark, 1938
- Macrophiothrix H.L. Clark, 1938
- Ophiocnemis Müller & Troschel, 1842
- Ophiogymna Ljungman, 1866
  - = Ophiocampsis Duncan, 1887
- Ophiolophus Marktanner-Turneretscher, 1887
- Ophiomaza Lyman, 1871
- Ophiophthirius Döderlein, 1898
- Ophiopsammium Lyman, 1874
- Ophiopteron Ludwig, 1888
- Ophiothela Verrill, 1867
- Ophiothrix Müller & Troschel, 1840
- Ophiotrichoides Ludwig, 1882

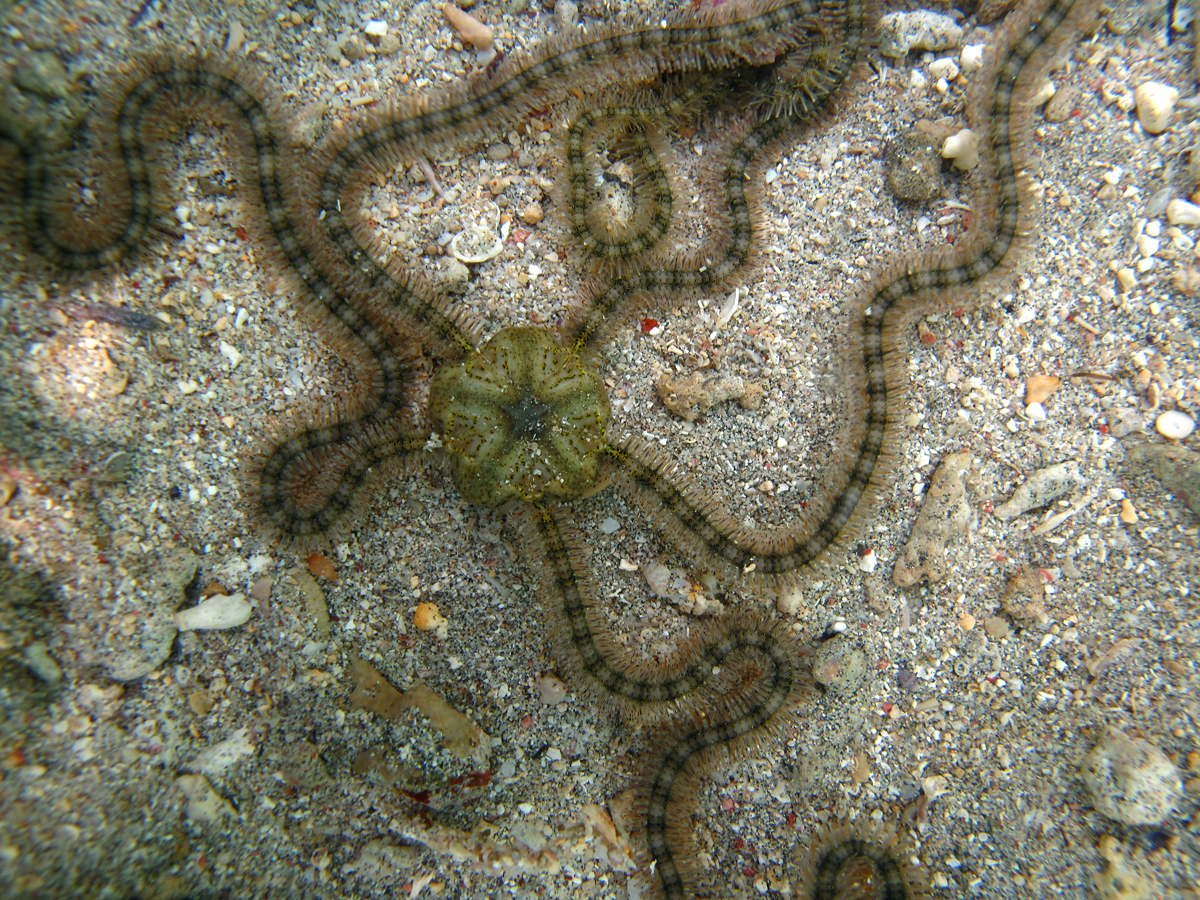
Macrophiothrix longipeda
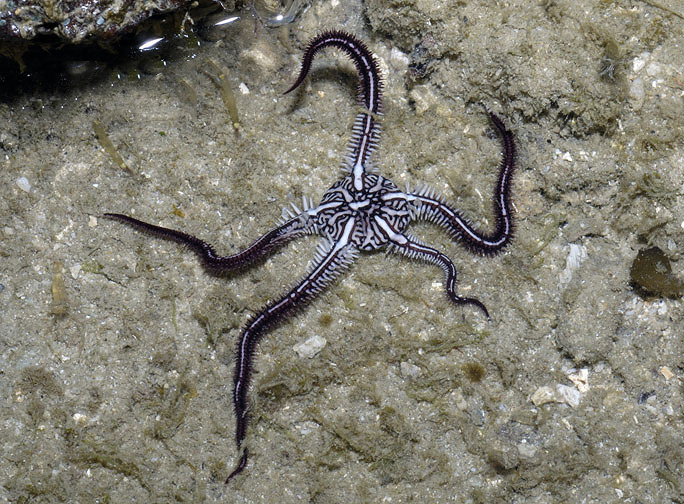
Ophiomaza cacaotica
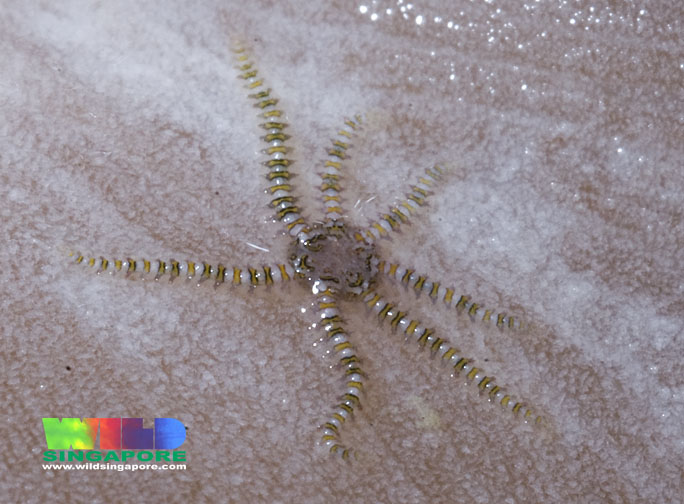
Ophiothela danae
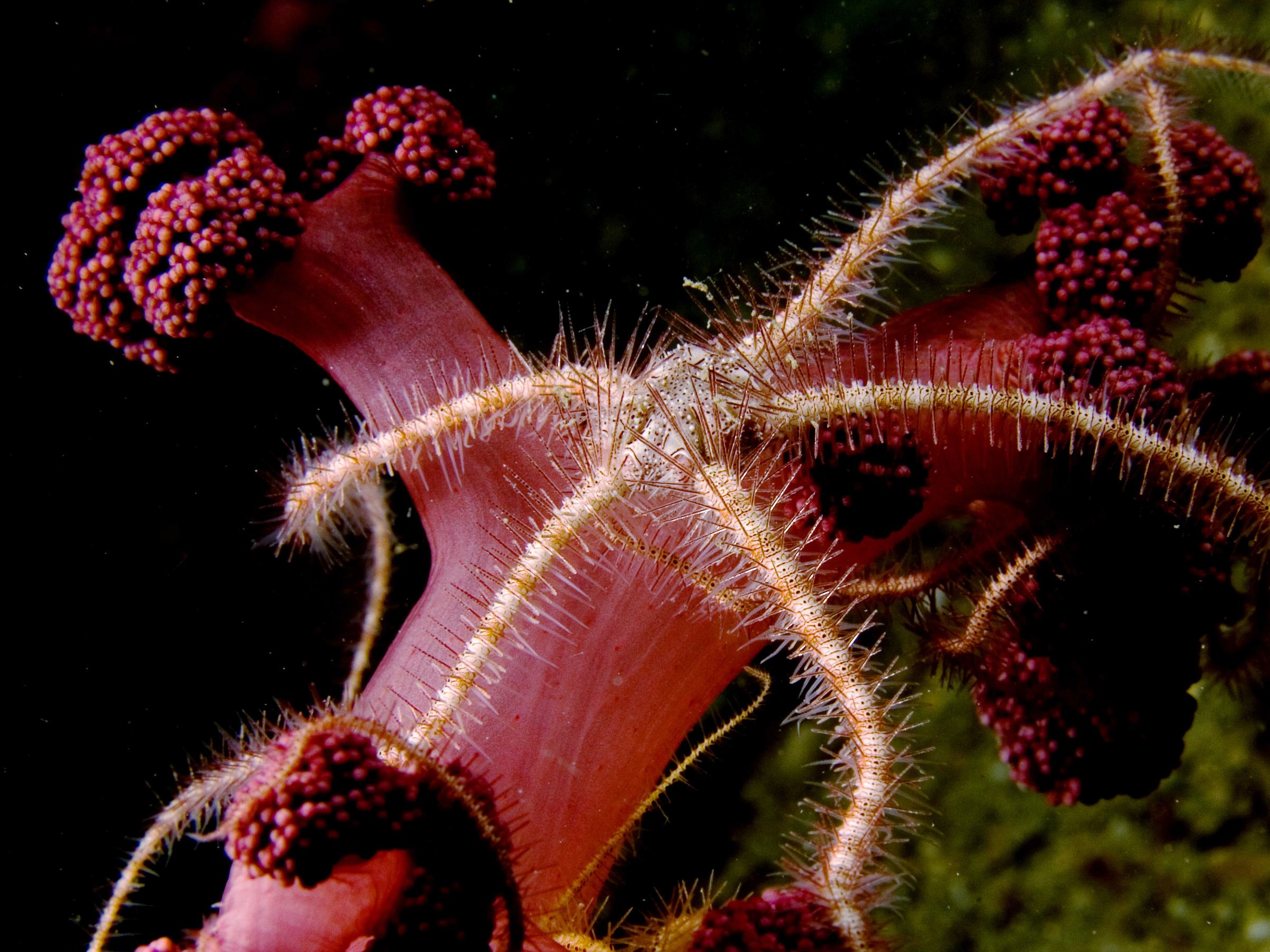
Ophiothrix foveolata
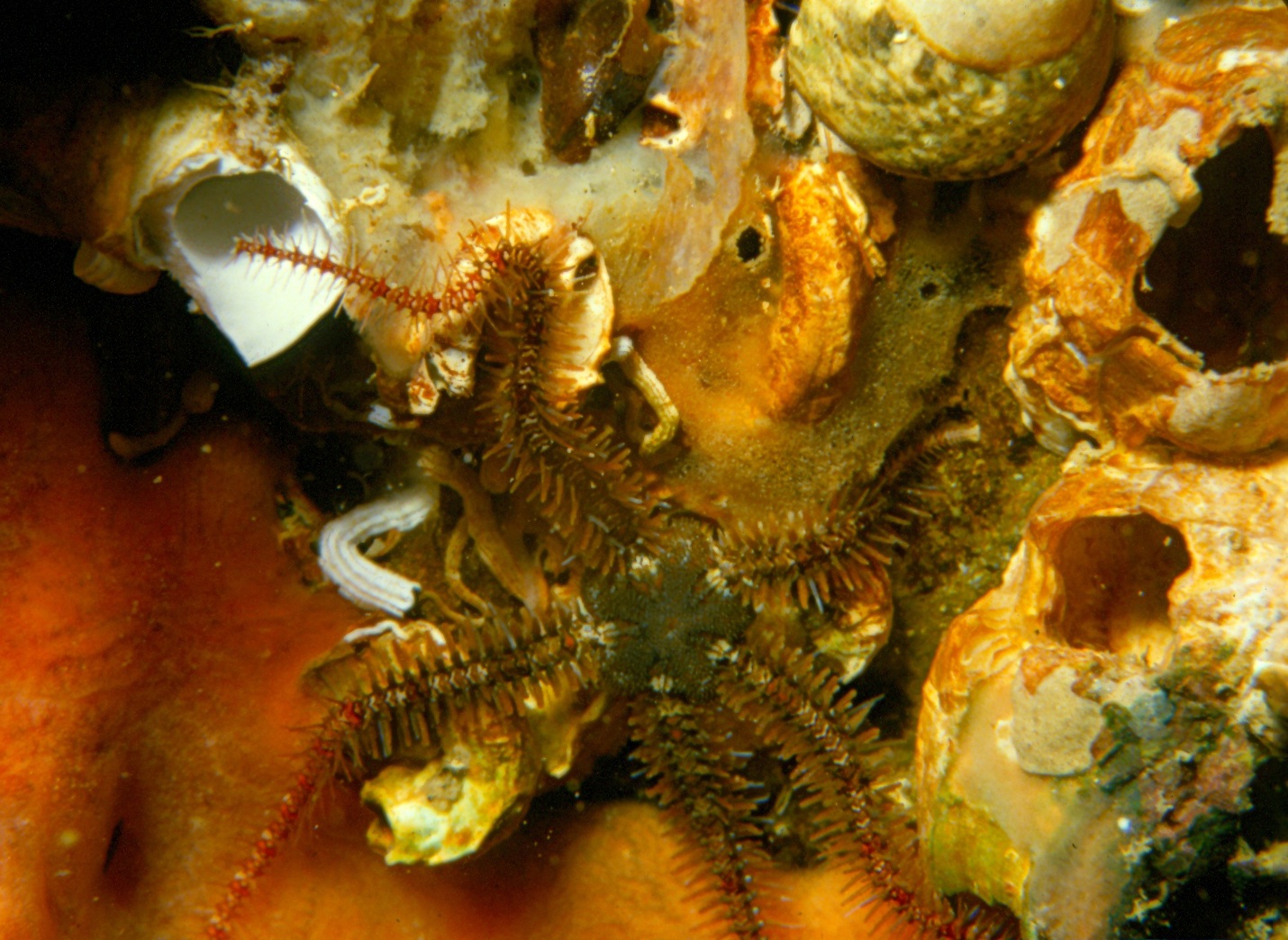
Brokkelster (Ophiothrix fragilis)
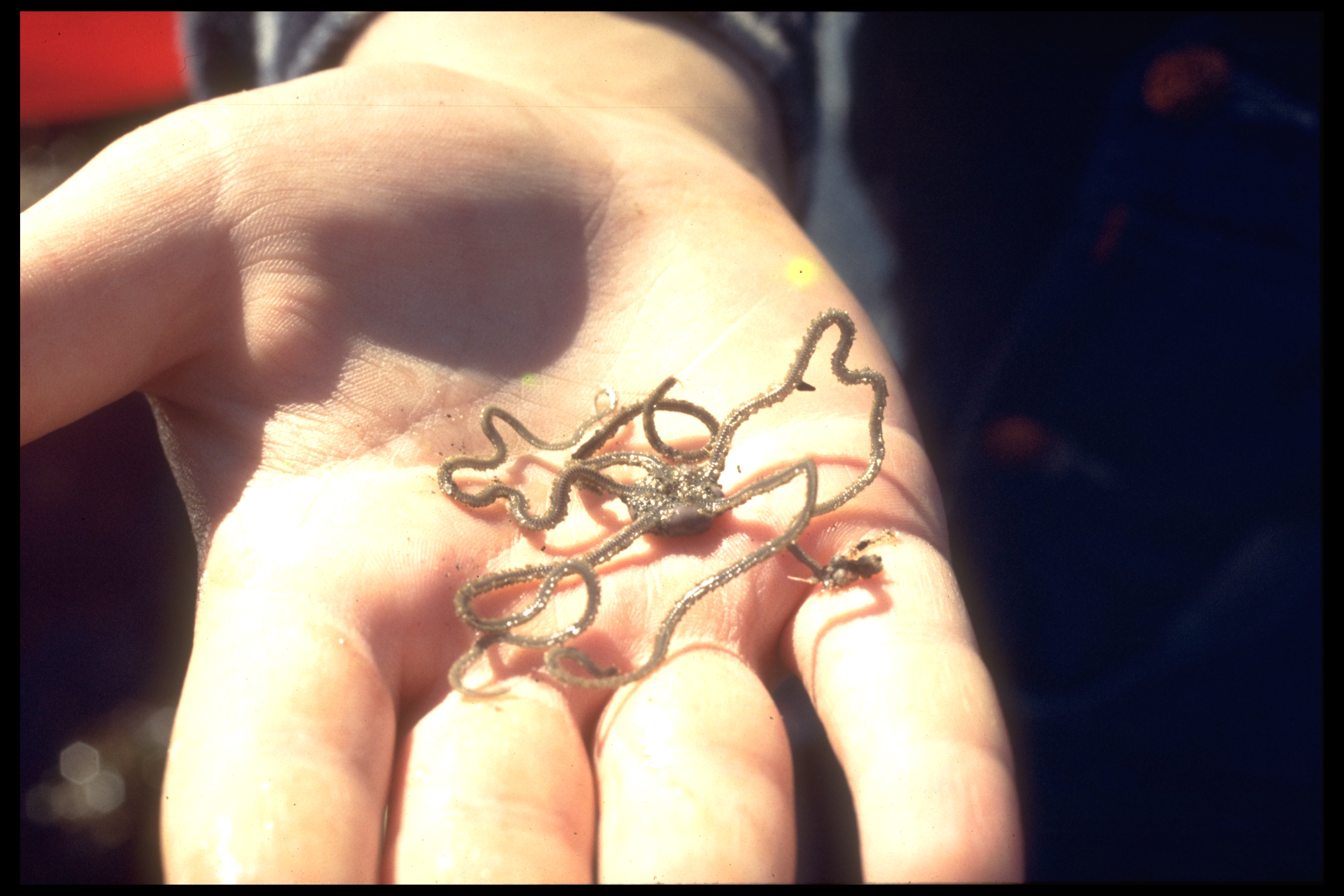
Ophiothrix spiculata
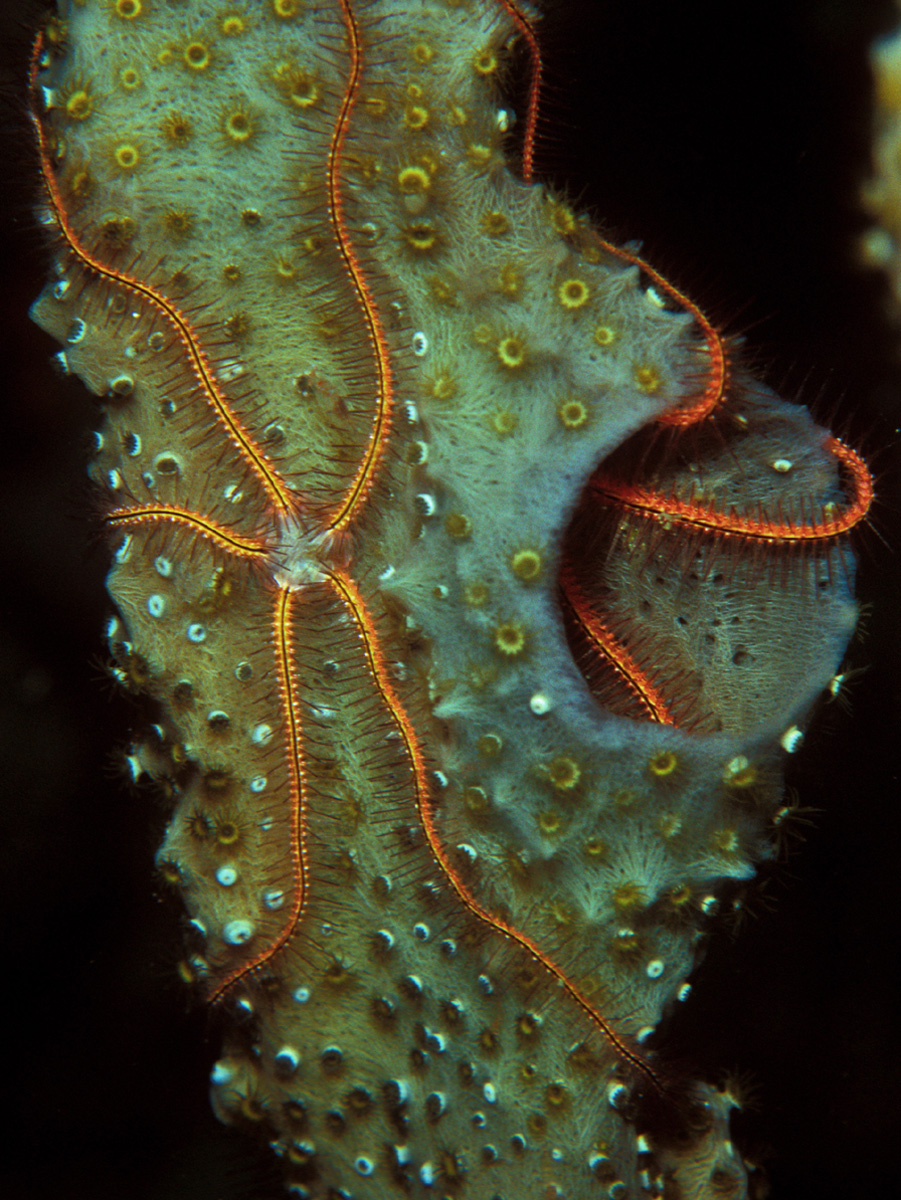
Ophiothrix suensoni
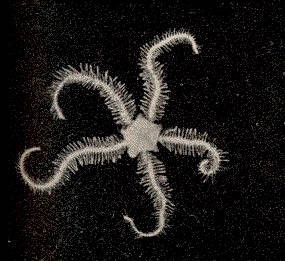
Ophiothrix angulata